# Елань (приток Терсы)

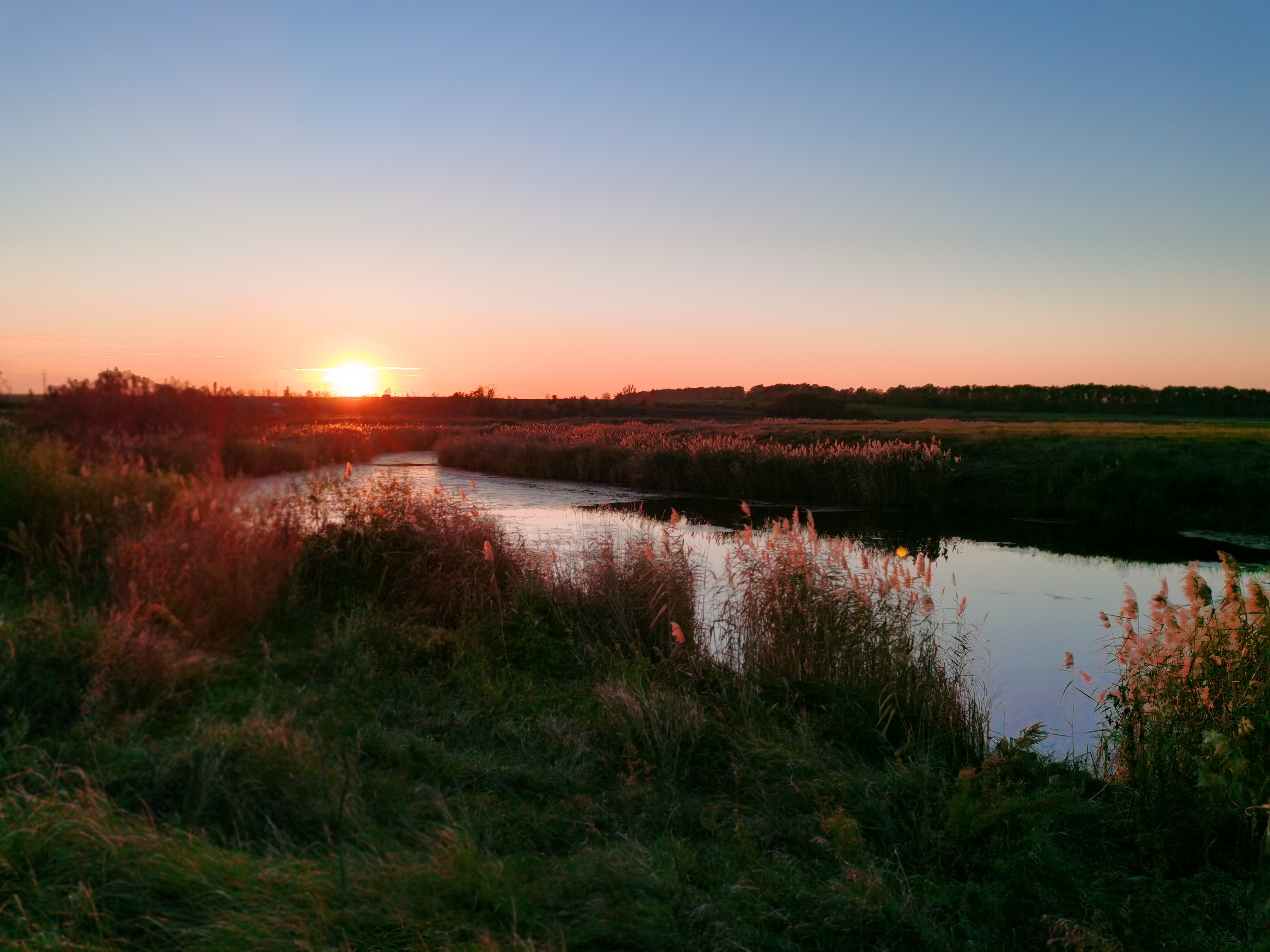
Закат на реке Елань

Елань — правый приток реки Терсы. Общая протяжённость 218 км, из них 37 км по территории Волгоградской области. Исток и большая часть русла располагаются на территории Саратовской области, впадает в реку Терса в районе посёлка городского типа Елань.

## Описание
Речное русло сильно извилистое, осложненное перекатами и плёсами, течение спокойное. Берега слабо асимметричны. Постоянное течение наблюдается только ниже села Воронино (Саратовская область), выше вода стоит отдельными плёсами. Все притоки реки Елань постоянного течения не имеют. Площадь водосборного бассейна 2120 км². Расход всего 1,03 м³/с. Питание реки смешанное грунтово-снеговое, замерзает Елань в середине ноября, а вскрывается в первой половине апреля.

## Притоки
(км от устья)
- 74 км: Красавка
- 86 км: Сухая Елань
- 90 км: Река в овраге Сухая Еловатка
- 99 км: Гусевка

## Этимология
Считается[кем?], что название реки произошло от слова «елань» (другие варианты произношения — «ялань», «алань»), обозначающих «пастбище, луг, ровное травное место».

## Данные водного реестра
По данным государственного водного реестра России относится к Донскому бассейновому округу, водохозяйственный участок реки — Терса, речной подбассейн реки — Бассейн прит-в Дона м/д впад. прит-в Хопра и С.Донца. Речной бассейн реки — Дон (российская часть бассейна).
По данным геоинформационной системы водохозяйственного районирования территории РФ, подготовленной Федеральным агентством водных ресурсов, код водного объекта в государственном водном реестре — 05010300212107000008749.